# Goniobranchus annulatus
Espèce
Synonymes
- Chromodoris annulata Eliot, 1904
- Glossodoris annulata (Eliot, 1904)

Goniobranchus annulatus est une espèce de Nudibranches de la famille des Chromodorididés. C'est une limace de mer.
L'espèce a été décrite pour la première fois en 1904 par le malacologiste britannique Sir Charles Norton Edgcumbe Eliot (1862-1931) sous le nom de Chromodoris annulata.